# Celulele Opalski
Celulele Opalski sunt celule gliale modificate mari (până la 35 μm în diametru), care provin din astrocite degenerate, cu nuclee (unice sau multiple) picnotice mici, excentrice (deplasate spre periferie),  cu o citoplasmă vacuolară sau  granulată fin, găsite în regiunile corticale și subcorticale (ganglionii bazali și talamus) ale creierului la persoanelor afectate de boala Wilson și de degenerescența hepatolenticulară dobândită. Ele sunt specifice pentru boala Wilson. Celulele Opalski a fost descris de Adam Opalski (1897- 1963), neurolog și neuropatolog polonez.